# جيمس إم. ريتشاردسون (سياسي)
جيمس إم. ريتشاردسون هو صحفي وسياسي أمريكي، ولد في 1 يوليو 1858 في موبيل في الولايات المتحدة، وتوفي في 9 فبراير 1925 في غلاسكو في الولايات المتحدة. نشط حزبياً في الحزب الديمقراطي. وقد انتخب عضو مجلس النواب الأمريكي ‏.